# Thomas Wolsey
Thomas Wolsey, ibland stavat Woolsey, ursprungligen Thomas Wulcy, född omkring 1473 i Ipswich, död 29 november 1530 i Leicester, var en engelsk statsman och kardinal i romersk-katolska kyrkan. Han var den mäktigaste personen i England, förutom kungen, under många år.

## Tidigt liv
Thomas Wolsey var son till Robert Wulcy (1438–1496) och Joan Daundy Wulcy. Hans far beskrivs i flera senare källor som slaktare, men detta är inte säkerställt. Wolsey studerade vid Magdalen College i Oxford och ledde sedan Magdalen College School innan han blev personlig kaplan, först åt ärkebiskopen av Canterbury och sedan åt guvernören av Calais där han mötte Henrik VII. Senare blev han Henriks personlige kaplan innan han utnämndes till domprost av Lincoln.

### Toppen av hans karriär
När Henrik VIII blev kung 1509 blomstrade Wolseys affärer. Han blev kanik av Windsor, Berkshire 1511, samma år som han blev medlem av Privy Council. Hans politiska stjärna var i stigande, och han blev snart den som kontrollerade alla statsärenden. År 1514 utnämndes han till biskop av Lincoln och sedan till ärkebiskop av York. 
Påven Leo X utsåg honom den 10 september 1515 till kardinalpräst av Santa Cecilia, en fornkristen basilika i Trastevere i Rom. 1523 blev han biskop av Durham. Wolsey var förtjust i prakt och rikedom, även om det är allmänt accepterat att sådana saker var nödvändiga för honom som kungens viktigaste tjänare för att visa upp en bra bild för utländska diplomater och kungar. Han bodde i kunglig ståt i sitt palats vid Hampton Court, som gjordes till säte för Henrik VIII efter hans fall. Det finns en teori om att hans långsiktiga ambition var att bli påve, fast många uppgifter gör det osannolikt. Idén att han rättade Englands utrikespolitik efter påvestolens förklarar inte varför han ofta var inblandad i krig på Europas fastland, även om de inte var på påvens vägnar. Det är också ett faktum att han aldrig försökte samla stöd i kurian, vilket var nödvändigt för att bli påve.
Omkring 1525 använde Wolsey sin makt som påvligt sändebud till att upplösa kloster i Oxford och Ipswich för att upprätta sina egna universitetscolleges. Colleget i Oxford hette ursprungligen Cardinal College, men namnet ändrades till King's College efter hans fall. Numera är det känt som Christ Church.

### Wolseys fall
Kardinal Wolsey använde sina stora förmågor som statsman och administratör mestadels till att sköta Englands utrikespolitik åt Henrik VIII. Trots hans många fiender behöll han Henrik VIII:s förtroende tills kungen beslöt att söka en kyrklig annullering av sitt äktenskap med Katarina av Aragonien så att han kunde gifta sig med Anne Boleyn.
Eftersom drottning Katarina motsatte sig annulleringen blev annulleringsbegäran ett ärende för internationell diplomati, och Katarinas nevö, den tysk-romerske kejsaren Karl V, hotade påven om äktenskapet skulle annulleras. Wolsey, som kände till de diplomatiska svårigheterna och som såg sitt eget liv hotas om han själv skulle godkänna annulleringen, tog lång tid på sig för att tillmötesgå önskemålet. Detta dröjsmål förargade kungen och gjorde Wolsey till en fiende till Anne Boleyn och hennes vänner vid hovet.
Wolseys fall var plötsligt och fullständigt. 1529 berövades han sitt regeringsämbete och sin egendom, inklusive sitt storslaget utvidgade residens York Place, vilket Henrik VIII valde att ersätta Palace of Westminster som sitt eget huvudsakliga residens i London. Emellertid tilläts Wolsey förbli ärkebiskop av York. Men kort därefter blev han anklagad för högförräderi och beordrades till London. Han var nu mycket plågad och for till huvudstaden med sin personlige kaplan Edmund Bonner. Wolsey insjuknade och dog på vägen, vid Leicester den 29 november 1530, runt 55 år gammal.
Han förutsåg sin egen död och tidpunkten. Detta gör att det finns teorier om att han tog gift, vilket han kände till effekterna av hellre än att fortsätta till London och låta sig avrättas.[källa behövs]
Wolsey hade planerat en stor grav åt sig själv, men fick inte använda den. Istället blev han begravd i Leicester Abbey (nu Abbey Park) utan något monument överhuvudtaget.
| ”                                         | Om jag bara hade tjänat Gud lika troget som jag tjänade kungen, skulle han inte ha övergivit mig på min ålders höst. | „ |
| – Thomas Wolsey till sir William Kingston | |   |

## Trivia
- En av världens äldsta textilfabrikanter, Wolsey, som grundades 1755, är uppkallad efter kardinal Wolsey - sambanden är att fabriken ligger nära hans grav vid Leicester Abbey och ett skämt baserat på att deras produkter till stor del görs av ull (wool).
- Den sarkofag Wolsey låtit göra sig men inte fick använda övertogs av Henry VIII. Dock fick inte han heller vila i den utan den kan idag beskådas i St. Pauls katedral i London, där den blivit sista viloplats åt Lord Nelson.

## Biografier
- Naked to Mine Enemies: The Life of Cardinal Wolsey (2 band, 1958) av Charles W. Ferguson
- The King's Cardinal: The Rise and fall of Thomas Wolsey, av Peter Gwyn, 1990
- The Life and Death of Cardinal Wolsey, av George Cavendish (ceremonimästare åt Thomas Wolsey)
- In the Lion's Court: Power, Ambition, and Sudden Death in the Reign of Henry VIII, av Derek Wilson, New York, St. Martin's Press, 2001
- Wolsey, av A. F. Pollard, 1929

## I populärkulturen
- 1969 – De tusen dagarnas drottning, spelad av Anthony Quayle
- 2007 – The Tudors (TV-serie), spelad av Sam Neill
- 2019 – The Spanish Princess (TV-serie), spelad av Philip Cumbus